# Световен съвет на мира
Световният съвет на мира (ССМ) е обявен за висш постоянен орган на Движението за мир, доминирано от момента на създаването си до 90-те години от представители на страните от Социалистическия лагер.
ССМ е създаден през ноември 1950 г. по време на Втория конгрес на защитниците на мира във Варшава и е наследник на Постоянния комитет на същото движение, избран по време на първия му конгрес една година по-рано.

## Цели и структури на ССМ
Официалната цел на ССМ е да координира дейностите на защитниците на мира в целия свят в борбата им:
- срещу опасността от избухване на световна война;
- срещу империалистическата агресия;
- за национална независимост на колониалните държави.

ССМ, съгласно неговия устав, е съставен от представители на страни от целия свят. Най-голяма численост на ССМ има през 1971 г. – 600 представители от 120 страни и няколко леви международни организации.
Резиденцията на ССМ от 1950 до началото на 1990 г. е в Хелзинки, след което се премества в Атина. След разпадането на комунистическата система ССМ е малобройна организация, която няма влияние върху световния политически процес.
За първи президент на ССМ е избран френският физик и химик, Нобелов лауреат – Фредерик Жолио-Кюри, който изпълнява тази длъжност до смъртта си през 1958 г.
Следващите ръководители на ССМ са:
- 1959 – 1965 г. – Джон Демзънд Бернал, британски физик, комунист
- 1965 – 1969 г. – белгийката Изабел Блум
- след 1977 г. – индийският социалист Ромеш Чандра, който от 1966 до 1977 г. изпълнява длъжността генерален секретар и на практика ръководи организацията след 1969 г.

През 1950 г. ССМ учредява Международна награда за мир, връчена на около 20 човека до 1957 година.

## Критики и разпад
От създаването си ССМ се обявява за представителство на широки обществени групи, без различия по политически и религиозен принцип. На практика, обаче, ССМ се оказва прокомунистическа организация с атеистична насоченост.
ССМ е обявен за независима организация, която се финансира от членски внос на участващите лица, държави и организации. През 1989 г. ръководството признава, че 90 % от финансовите източници са от СССР. С разпадането на тази държава ССМ изпада в икономическа несъстоятелност и съществува формално.
Зависимостта на ССМ от СССР обяснява различното отношение на организацията към военните конфликти – ССМ критикува експанзивната политика на САЩ във Виетнам и Латинска Америка, но подминава с мълчание империалистическите действия на СССР в Афганистан. По отношение на съветско-китайските спорни теми ССМ заема страната на СССР, което довежда до оттеглянето на Китай от организацията през 1966 г.